# 大広高速道路
大広高速道路（大慶-広州高速道路）（だいこうこうそくどうろ、簡体字: 大广高速公路（大庆-广州高速公路））は、中華人民共和国の国家高速道路網を構成し、路線番号はG45である。大慶市を起点とし、松原市、双遼市、通遼市、赤峰市、承徳市、北京市、覇州市、衡水市、邢台市、邯鄲市、濮陽市、開封市、周口市、麻城市、黄石市、吉安市、贛州市、竜南県、連平県を経由し、広州市を終点とする全長3443.629kmである。

## 経路

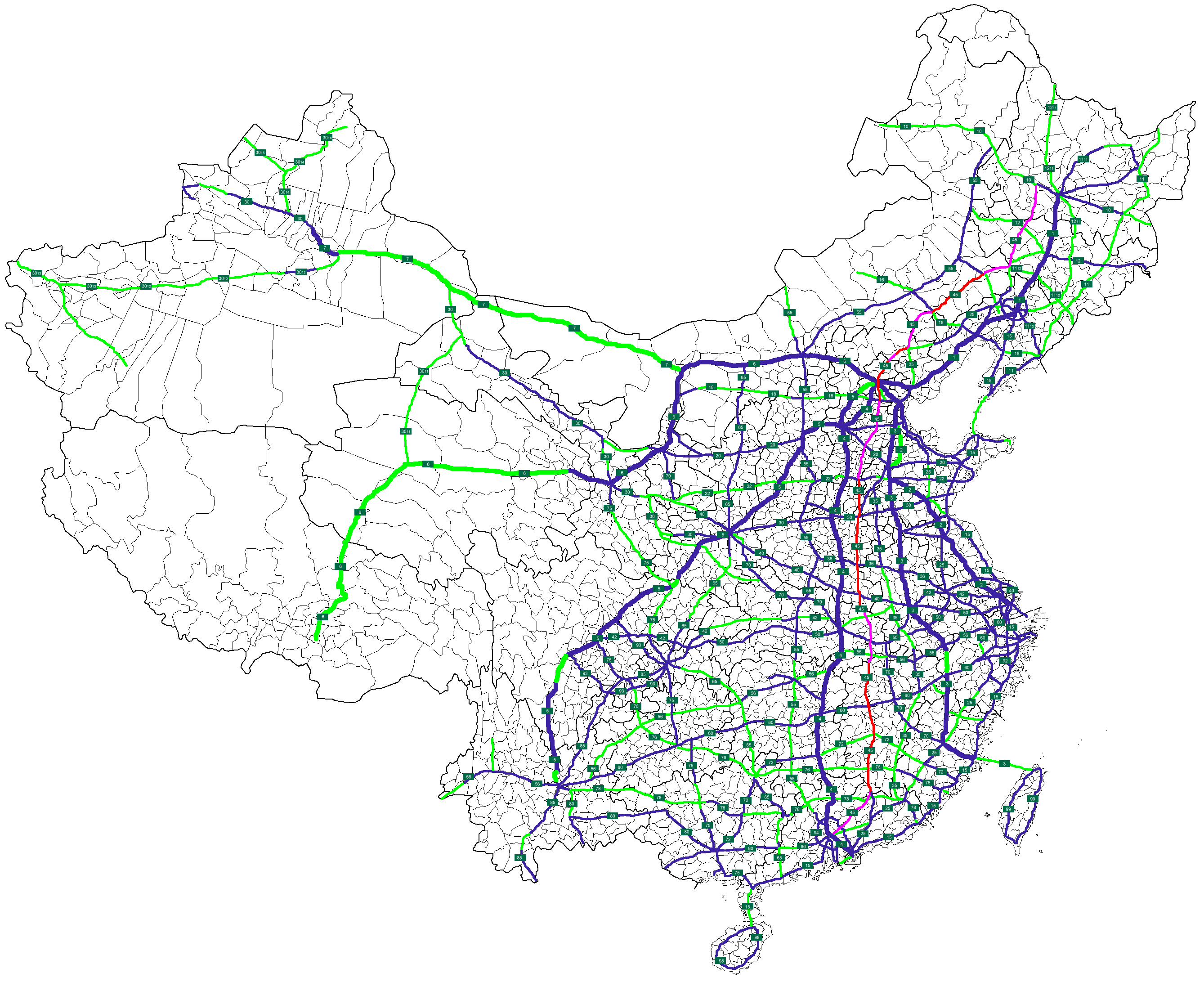
大広高速道路
その他の高速道路

広東の高速道路網中の大広高速の位置

- 黒竜江省: 全線開通済み[2]。于2011年9月20日建成通车[3]。
- 吉林省: 全線開通済み[4][5]。
- 内モンゴル自治区区間：全線開通済み[6][7][8][9][10]。
- 河北省区間：全線開通済み。
- 北京市区間：全線開通済み。
- 河北省区間：全線開通済み。
- 河南省区間：全線開通済み。
- 湖北省区間：全線開通済み[11][12][13]。
- 江西省区間：全線開通済み。
- 広東省区間：全線開通済み。